# Jacobus Hercules de la Rey
Jacobus Hercules de la Rey znany jako Koos de la Rey (ur. 22 października 1847 koło Winburga, Wolne Państwo Orania, zm. 15 września 1914 w Johannesburgu, Związek Południowej Afryki) – burski wojskowy i polityk.
Uczestniczył w wojnie Wolnego Państwa Orania z plemieniem Basuto (1865-1866). Jako veldkornet walczył również z oddziałami wodza Sekukuni (1876-1877). Podczas I wojny burskiej (1880-1881) brał udział w oblężeniu fortu w Potchefstroom. W 1885 został komendantem dystryktu Lichtenburg. Wybrany do Volksraadu Republiki Południowoafrykańskiej w 1893. Podczas II wojny burskiej jeden z czołowych dowódców wojsk Transwalu i Oranii. Wchodził w skład delegacji afrykanerskiej wysłanej do krajów europejskich po pokoju w Vereeniging (31 maja 1902) w celu uzyskania wsparcia dla jak największej autonomii zlikwidowanych republik burskich. Od 1910 do 1914 zasiadał w Senacie Związku Południowej Afryki. Występował przeciwko użyciu sił zbrojnych ZPA w I wojnie światowej, brał udział w licznych wiecach i akcjach protestacyjnych. Został omyłkowo zastrzelony przez żandarmerię.